# Люга (притока Вятки)
Люга́ (рос. Люга) — річка в Росії, ліва притока річки Вятка. Протікає по території Кізнерського району Удмуртії та В'ятськополянського району Кіровської області.
Річка починається на західній околиці села Люга, на кордоні з Можгинським районом. Протікає на захід та південний захід. Майже повністю протікає через лісові масиви. Впадає до річки Вятка нижче села Усть-Люга.
Довжина річки — 72 км. Висота витоку — 196 м, висота гирла — 54 м, похил річки — 2 м/км. Між селом та селищем Кізнер на річці збудовано став площею 0,9 км².
Притоки:
- праві — Учур, Узюк, Сінярка;
- ліві —  Ягулка, Тижма.

На річці розташовані такі населені пункти:
- Кізнерський район — Ягул, Кізнер (село), Кізнер (селище), Черново;
- В'ятськополянський район — Усть-Люга, Нова Сосновка.

Біля сіл Асінер та Ягул, в селищі Кізнер та в селі Усть-Люга збудовані автомобільні мости. Нижче селища Кізнер через річку проходить залізниця Казань-Єкатеринбург.
За даними Федерального агентства водних ресурсів річка має такі дані:
- Код річки в державному водному реєстрі — 10010300612111100040431
- Код по гідрологічній вивченості — 111104043
- Код басейну — 10.01.03.006